# Landreville
Landreville é uma comuna francesa na região administrativa de Grande Leste, no departamento de Aube. Estende-se por uma área de 14,2 km². Em 2010 a comuna tinha 431 habitantes (densidade: 30,4 hab./km²).